# ローラがやって来た
『ローラがやって来た』（ 英： And Then Came Lola ）は、2009年に製作されたアメリカ映画。
日本では、2010年（第19回）東京国際レズビアン&ゲイ映画祭（7月17日・18日）や、2010年（第5回）関西 Queer Film Festival（9月12日）にて上映された。関西 Queer Film Festivalでの邦題は『そしてロラがやって来た』。

## キャスト
- ローラ：アシュリー・サムナー
- ケーシー：ジル・ベネット
- ダニエル：キャシー・ドボーノ
- ジェン：ジェシカ・グラハム
- アレックス：キャンディ・トレン ティーノ
- クリストファー・シュガーマン